# Flocke

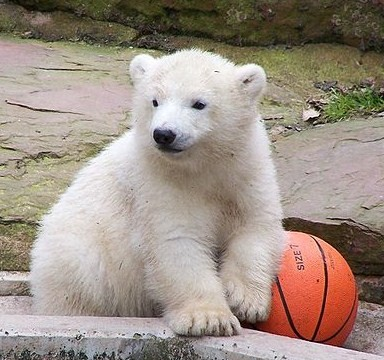
Flocke em 2008, no dia seguinte à sua apresentação pública

Flocke (floco de neve) é uma ursa polar nascido no dia 11 de dezembro de 2007 no Jardim Zoológico de Nuremberga, Alemanha. Os seus progenitores são Vera e Félix. Poucas semanas após o nascimento a mãe apresentou sinais de rejeição no seu comportamento com Flocke, pelo que a cria foi retirada do convívio materno, dado o receio dos tratadores de que Vera atacasse Flocke mortalmente. A decisão foi tomada face a publicidade negativa recebida pelo zoo acerca de um outro caso onde um urso polar tinha comido as suas recém-nascidas crias. Esta decisão é contrária a política existente no zoo de não interferência com os animais. Como é o instinto dos ursos, uma vez rejeitado o filhote nunca mais consegue se aproximar da mãe.
Tal como Knut, um urso polar criado em cativeiro no Jardim Zoológico de Berlim, Flocke (“flake” em alemão) rapidamente se tornou popular entre os media. Após as suas primeiras aparições em Abril de 2008 o seu nome foi registado pelo Jardim Zoológico e a sua imagem apareceu em brinquedos e em anúncios por toda a cidade de Nuremberga. O Jardim Zoológico anunciou em Maio de 2008 que a chefe do Programa Ambiental das Nações Unidas, Achim Steiner, apadrinharia o urso para aumentar a percepção global das mudanças climáticas. No fim de 2008 o urso russo Rasputin passou a partilhar a cerca de Flocke, na esperança que ela ganhasse importantes capacidades sociais com membros da sua própria espécie. Um ano mais tarde foi anunciada para 2010 a mudança de ambos para Marineland, no Sul de França.

## Infância e controvérsia

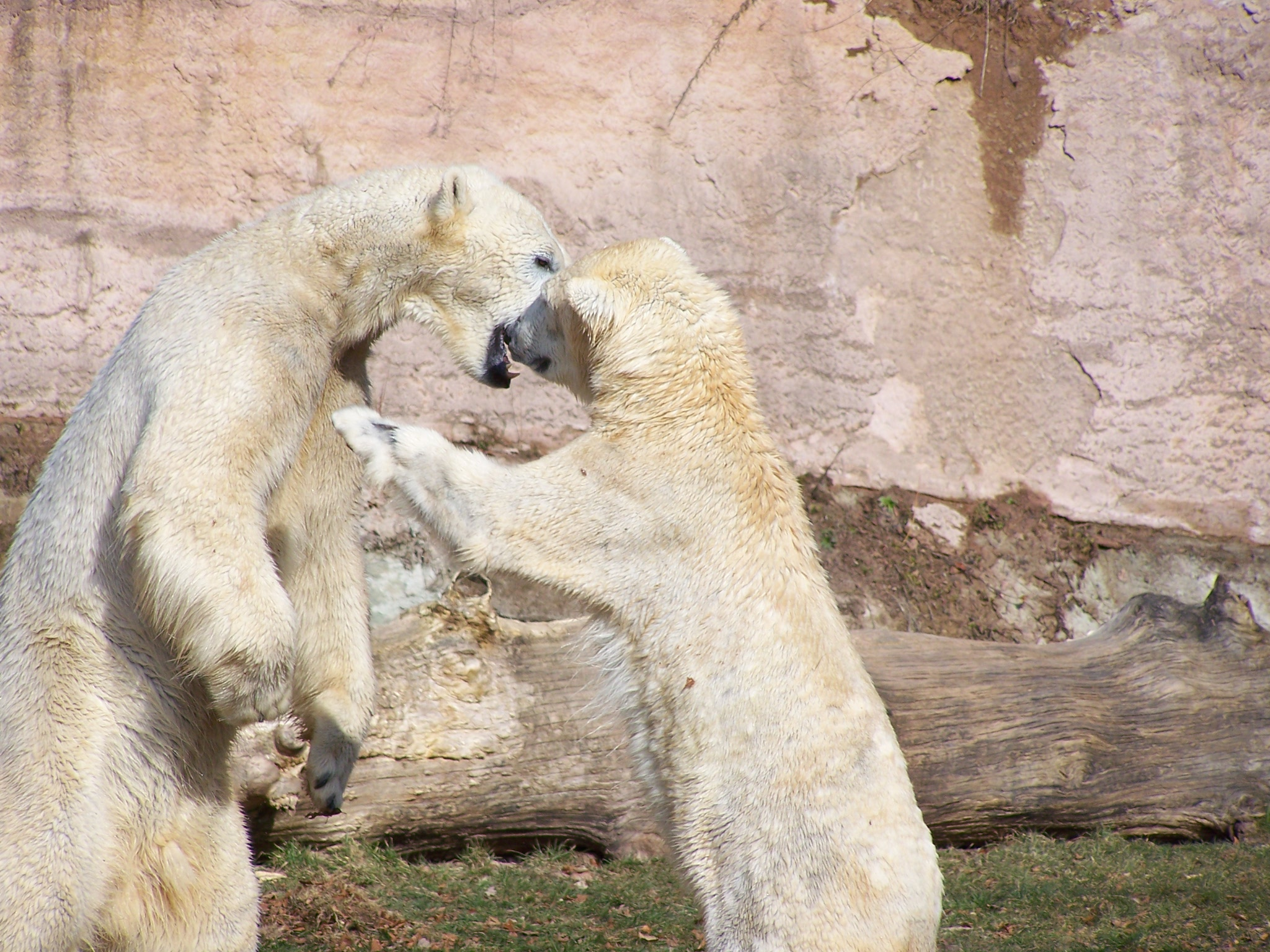
Felix e Vera, progenitores de Flocke

Flocke nasceu no Jardim Zoológico de Nuremberga no dia 11 de Dezembro de 2007. Os seus progenitores são Vera (nascida em 2002 em Moscovo) e Félix (nascido em 2001 em Viena). Outro urso polar do jardim, Vilma, deu ao mesmo tempo à luz aquilo que os oficiais pensaram ser duas crias. O pessoal do jardim, de acordo com a sua severa política de não interferência não pôde determinar quantas crias tinham nascido de Vilma. Os responsáveis alegaram não querer criar um circo mediático à volta do caso, como acontecera com o urso polar Knut, que se tornara uma celebridade internacional no ano anterior. Dias após o jardim zoológico ter reafirmado a sua política de não interferência o jornal diário ‘’Bild’’ escreveu uma notícia com o título “Porque ninguém salva o pequeno Knut do Zoo de Nuremberga?” 
No início de Janeiro Vilma começou a dar sinais de nervosismo, sendo vista a arranhar a sua manjedoura agitadamente. Aproximadamente por esta data as crias desapareceram, tendo-se vindo mais tarde a comprovar que a progenitora as tinha comido. Quando questionado sobre este assunto o director do Jardim Zoológico de Nuremberga declarou que a cria poderia ter estado doente, circunstância que despoleta este tipo de reacção em alguns ursos polares. O director da Sociedade para a Protecção dos Animais alemã declarou mais tarde que o Jardim Zoológico actuou irresponsavelmente, não cumprindo a sua “responsabilidade ética de dar as crias um hipótese de viver”.
Após quatro semanas de reclusão, Vera apareceu com Flocke pela primeira vez. A cria aparentava estar bem de saúde. Contudo, poucos dias depois da tempestade mediática que se seguiu ao desaparecimento das crias de Vilma, Vera começou a demonstrar sinais de violência com a cria, deixando-a cair diversas vezes sobre um duro solo rochoso no cercado. Preocupados com a segurança da cria, os responsáveis tomaram a decisão de a retirar à mãe e cria-la separadamente.